# ミスター・アーサー (2011年の映画)
『ミスター・アーサー』（Arthur）は、ジェイソン・ウィナー監督、ピーター・ベイナム脚本による2011年のロマンティック・コメディ映画である。スティーヴ・ゴードン監督による1981年の同名映画のリメイクである。アーサーを演じるのはラッセル・ブランドであり、他にヘレン・ミレン、ジェニファー・ガーナー、グレタ・ガーウィグ、ニック・ノルティが出演する。

## キャスト
| 役名                     | 俳優                       | 日本語吹替 |
| ------------------------ | -------------------------- | ---------- |
| アーサー・バック         | ラッセル・ブランド         | 佐藤せつじ |
| リリアン・ホブソン       | ヘレン・ミレン             | 一柳みる   |
| スーザン・ジョンソン     | ジェニファー・ガーナー     | 安藤麻吹   |
| ナオミ・クイン           | グレタ・ガーウィグ         | 武田華     |
| ビッターマン             | ルイス・ガスマン           | 広田みのる |
| バート・ジョンソン       | ニック・ノルティ           | 浦山迅     |
| ヴィヴィアン・バック     | ジェラルディン・ジェームズ | 宮寺智子   |
| 本人役                   | イベンダー・ホリフィールド |            |
| アレクシス               | ジェニー・アイゼンハウアー |            |
| ティファニー             | クリスティーナ・カルフ     | 行成とあ   |
| キャンディショップの店長 | ジョン・ホッジマン         |            |
| 写真家                   | ナイジェル・バーカー       |            |
| グミベア男               | スコット・アツィット       |            |

- 日本語吹替その他出演：玉野井直樹、青木強、藤吉浩二、大羽武士、一杉佳澄

- 日本語版制作スタッフ 演出：川合茂美、翻訳：佐藤恵子、制作：東北新社

## 製作
2008年12月、ワーナー・ブラザースはラッセル・ブランド主演で『ミスター・アーサー』のリメイク企画があることを発表した。2009年2月、『ボラット』のピーター・ベイナムが脚本を執筆することが発表された。
2010年3月、『モダン・ファミリー』のエピソードを監督したことがあるジェイソン・ウィナーが監督に選ばれた。ウィナーにとってはこれが映画監督デビューとなる。4月、ヘレン・ミレンがキャストに加わった。5月、グレタ・ガーウィグがアーサーの恋人役になり、さらに翌月にニック・ノルティとジェニファー・ガーナーが加わった。

## 公開

### 興行収入
北米では3276劇場で封切られ、初週末に1222万2756ドルを売り上げて初登場3位となった。北米では累計3303万5397ドル、全世界で4573万5397ドルを売り上げた。

### 批評家の反応
Rotten Tomatoesでは181件のレビューで支持率は26%となった。Metacriticでは37件のレビューで36/100となった。

### 映画賞ノミネート
| 賞                           | 部門                               | 候補者                 | 結果       |
| ---------------------------- | ---------------------------------- | ---------------------- | ---------- |
| ゴールデンラズベリー賞       | 最低主演男優賞                     | ラッセル・ブランド     | ノミネート |
| ゴールデンラズベリー賞       | 最低前日譚・リメイク・盗作・続編賞 | 『ミスター・アーサー』 | ノミネート |
| ティーン・チョイス・アワード | コメディ映画男優賞                 | ラッセル・ブランド     | ノミネート |